# Episodi di Hot in Cleveland (terza stagione)
La terza stagione della serie televisiva Hot in Cleveland, composta da 24 episodi, è stata trasmessa dal 30 novembre 2011 al 6 giugno 2012 sul canale televisivo statunitense TV Land.
Il ventunesimo episodio della serie, A qualcuno piace... hot! (Some Like It Hot), non è un vero e proprio episodio, ma uno speciale con gli errori del cast durante le riprese della terza serie.
In Italia è stata trasmessa dal 4 gennaio al 23 settembre 2013 su Fox Life.
| nº | Titolo originale                                | Titolo italiano              | Prima TV USA     | Prima TV Italia   |
| -- | ----------------------------------------------- | ---------------------------- | ---------------- | ----------------- |
| 1  | Elka's Choice                                   | La scelta di Elka            | 30 novembre 2011 | 4 gennaio 2013    |
| 2  | Beards                                          | La crociera                  | 7 dicembre 2011  | 11 gennaio 2013   |
| 3  | Funeral Crashers                                | Il vestito magico            | 14 dicembre 2011 | 18 gennaio 2013   |
| 4  | Happy Fat                                       | Grasse e felici              | 21 dicembre 2011 | 25 gennaio 2013   |
| 5  | One Thing or a Mother                           | Appuntamenti galanti         | 28 dicembre 2011 | 1º febbraio 2013  |
| 6  | How Did You Guys Meet, Anyway?                  | Come ci siamo conosciute     | 4 gennaio 2012   | 8 febbraio 2013   |
| 7  | Two Girls and a Rhino                           | Due ragazze e un rinoceronte | 11 gennaio 2012  | 15 febbraio 2013  |
| 8  | God and Football                                | Uno scherzo da... Dio!       | 18 gennaio 2012  | 15 febbraio 2013  |
| 9  | Love is Blind                                   | L'amore è cieco              | 25 gennaio 2012  | 22 febbraio 2013  |
| 10 | Life with Lucci                                 | Un piano diabolico           | 1º febbraio 2012 | 22 febbraio 2013  |
| 11 | I'm with the Band                               | Sto con la band              | 8 febbraio 2012  | 1º marzo 2013     |
| 12 | Lost Loves                                      | Amori perduti                | 15 febbraio 2012 | 1º marzo 2013     |
| 13 | Tangled Web                                     | Il ragno velenoso            | 7 marzo 2012     | 8 luglio 2013     |
| 14 | Hot & Heavy                                     | Grasso è bello               | 14 marzo 2012    | 15 luglio 2013    |
| 15 | Rubber Ball                                     | Che fatica essere snob!      | 21 marzo 2012    | 22 luglio 2013    |
| 16 | Everything Goes Better With Vampires            | Intrappolate                 | 28 marzo 2012    | 29 luglio 2013    |
| 17 | Claus, Tails & High Pitched Males: Birthdates 3 | Basta con gli uomini!        | 11 aprile 2012   | 5 agosto 2013     |
| 18 | Cruel Shoes                                     | Modelle per un giorno        | 18 aprile 2012   | 12 agosto 2013    |
| 19 | Bye George, I Think He's Got It!                | Promessi sposi               | 25 aprile 2012   | 19 agosto 2013    |
| 20 | The Gateway Friend                              | Amiche di Botox              | 2 maggio 2012    | 26 agosto 2013    |
| 21 | Some Like It Hot                                | A qualcuno piace... hot!     | 9 maggio 2012    | 2 settembre 2013  |
| 22 | Storage Wars                                    | Asta con sorpresa            | 16 maggio 2012   | 9 settembre 2013  |
| 23 | What's Behind the Door                          | Dietro la porta              | 30 maggio 2012   | 16 settembre 2013 |
| 24 | Blow Outs                                       | Un diavolo per capello       | 6 giugno 2012    | 23 settembre 2013 |